# 池岡義孝
池岡 義孝（いけおか よしたか、1952年5月 - ）は、日本の社会学者。早稲田大学人間科学学術院名誉教授。専門は家族社会学。質的家族研究を、主として文献の面から研究している。家族のあり方や家族問題などについて、学説分析を行っている。

## 学歴
- 1976年早稲田大学第一文学部社会学専修卒業
- 1985年早稲田大学大学院文学研究科博士後期課程社会学専攻単位取得満期退学

## 職歴
早稲田大学文学部助手、早稲田大学人間科学部専任講師、助教授を経て、2005年4月から人間科学学術院教授。2023年退任。

## 教え子
早稲田大学人間科学部の池岡ゼミ出身の有名人として、作家の本田透がいる。
本田透の著書には、池岡義孝の文献研究の技法の影響を受けていると見られる箇所が多い。

## 著書

### 著書
- 『社会調査実習の実際（早稲田社会学ブックレット）社会調査士のリテラシー：10』（学文社、2008年、ISBN 9784762018428）

### 共著
- 渡辺秀樹 『戦後家族社会学文献選集( 結婚 川島武宜) 第1巻』（日本図書センター、2008年、ISBN 9784284500548）
- 渡辺秀樹 『戦後家族社会学文献選集( 結婚生活の心理 牛島義友) 第2巻』（日本図書センター、2008年、ISBN 9784284500555）
- 渡辺秀樹 『戦後家族社会学文献選集( 東京家庭裁判所沿革誌 東京家庭裁判所) 第3巻』（日本図書センター、2008年、ISBN 9784284500562 ）
- 渡辺秀樹 『戦後家族社会学文献選集( 近代家族 北村達) 第4巻』（日本図書センター、2008年、ISBN 9784284500579）
- 渡辺秀樹 『戦後家族社会学文献選集( 新しい家族 ) 第5巻』（日本図書センター、2008年、ISBN 9784284500586）
- 渡辺秀樹 『戦後家族社会学文献選集( 結婚の幸福 ) 第6巻』（日本図書センター、2008年、ISBN 9784284500593）
- 渡辺秀樹 『戦後家族社会学文献選集( 離婚 ) 第7巻』（日本図書センター、2008年、ISBN 9784284500609）
- 渡辺秀樹 『戦後家族社会学文献選集( 家族の扶養 ) 第8巻』（日本図書センター、2008年、ISBN 9784284500616）
- 渡辺秀樹 『戦後家族社会学文献選集( 家族の研究 菊池綾子) 第9巻』（日本図書センター、2008年、ISBN 9784284500623）
- 渡辺秀樹 『戦後家族社会学文献選集( 現代家族の研究 小山隆) 第10巻』（日本図書センター、2008年、ISBN 9784284500630）

### 訳書
- ジェレミー・ボワセベン著, 岩上真珠,池岡義孝翻訳『友達の友達―ネットワーク、操作者、コアリッション』（未來社、1986年）